# Nueva Zelanda en los Juegos Olímpicos de Los Ángeles 1984
Nueva Zelanda estuvo representada en los Juegos Olímpicos de Los Ángeles 1984 por un total de 130 deportistas que compitieron en 18 deportes.  
El portador de la bandera en la ceremonia de apertura fue el atleta John Walker.

## Medallistas
El equipo olímpico neozelandés obtuvo las siguientes medallas:
| Nombre                                                             | Deporte    | Competición                |
| ------------------------------------------------------------------ | ---------- | -------------------------- |
| Oro                                                                |            |                            |
| Mark Todd (Charisma)                                               | Hípica     | Concurso completo ind.     |
| Ian Ferguson                                                       | Piragüismo | K1 500 m M                 |
| Alan Thompson                                                      | Piragüismo | K1 1000 m M                |
| Ian Ferguson Paul MacDonald                                        | Piragüismo | K2 500 m M                 |
| Ian Ferguson Alan Thompson Grant Bramwell Paul MacDonald           | Piragüismo | K4 1000 m M                |
| Shane O'Brien Leslie O'Connell Conrad Robertson Keith Trask        | Remo       | Cuatro sin timonel (M4-) M |
| Russell Coutts                                                     | Vela       | Finn M                     |
| Rex Sellers Christopher Timms                                      | Vela       | Tornado M                  |
| Plata                                                              |            |                            |
| Kevin Barry                                                        | Boxeo      | Semipesado (81 kg) M       |
| Bronce                                                             |            |                            |
| Brett Hollister Kevin Lawton Barrie Mabbott Donald Symon Ross Tong | Remo       | Cuatro con timonel (M4+) M |
| Bruce Kendall                                                      | Vela       | Windglider M               |